# Zelenkasta vitezovka
Zelenkasta vitezovka (lat. Tricholoma flavovirens) ili zelenka je vrsta otrovne gljive nekada smatrane jestivom i izvrsne kvalitete. Simbiont je.

## Opis
Klobuk je 5-12 cm širok. Najprije je zvonolik, a potom otvoren. Valovita je ruba i tupo je ispupčen. Prilično je mesnat, a kožica se lagano ljušti. Obično je sumporastosmeđe boje, ali se pojavljuju i plodna tijela žutozelene ili crvenkastozelen boje. Na površini se pojavljuju smeđecrvenkaste čehice. Listići su prilično gusti, sumporastosmeđe boje. Slobodni su ili prirasli sa zupcem. Oštrica je valovita. Stručak je 3-8 cm visok, pun i valjkastog oblika. Dno je nešto zadebljano. Vlaknast je, sumporastožute boje ili ponekada maslinastosmeđe. Meso je bijelo, a ispod kožice klobuka žućkasto. Nema izražen miris i okus.
Spore su eliptičnoga oblika, veličine 6-8x3,5-5 mikrometara. Ispod mikroskopa su bezbojne.
Kožica stručka u dodiru s kalijevom lužinom trenutačno postane crvena.
Zelenka raste u jesen u manjim raštrkanim grupama ispod borova, ali se može naći i ispod drugog crnogoričnog drveća.

## Slične vrste
Zelenka se može zamijeniti s otrovnom sumporastom kružoliskom (Tricholoma sulphureum) koja ima mnogo rjeđe i debele listiće, a meso ima zadah po sumporu. Nejestiva vrsta Tricholoma flavobrunneum ima mnogo gušće listiće i raste ispod breza na vlažnom tlu. Zelenku je moguće zamijeniti i s vrstom Tricholoma malluvium, kojoj je jestivost nepoznata. Ona ima bijele listiće, a plodno tijelo je zdepastije građe. Zelenka također sliči i Tricholoma sejunctum, a koja isto ima bijele listiće, a klobuk je gladak i maslinastožute boje s radijalno postavljenim tamnijim linijama.

## Vanjske poveznice

### Sestrinski projekti
|  | Zajednički poslužitelj ima stranicu o temi Zelenka    |
|  | Zajednički poslužitelj ima još gradiva o temi Zelenka |